# Рудольф Манґ
Рудольф Манґ (нім. Rudolf Mang, 17 червня 1950 — 12 березня 2018) — німецький важкоатлет.
Срібний призер Олімпійських Ігор 1972 року в категорії понад 110 кг, учасник 1968 року.
Срібний призер Чемпіонату світу 1973 року в категорії понад 110 кг.
Срібний призер Чемпіонату Європи 1972 року в категорії понад 110 кг, бронзовий призер 1971 (понад 110 кг), 1973 (понад 110 кг) років.